# Pisuliidae
Pisuliidae zijn een familie van schietmotten.